# Хадевейх
Хадеве́йх, також Хадевейх Антверпенська або Брабантська (нід. Hadewijch або Hadewych; бл. 1200 — 1269) — південнонідерландська бегинка, містична письменниця XIII століття.

## З життєпису
За припущеннями походила з вельможної родини, добре зналась на латині.
Жила в Брабанті або Антверпені і писала, як прозу, так і вірші.
Твори Хадевейх були опубліковані лише після її смерті, що настала, вочевидь, у 1260 році.

## Творчість
Віршовані та прозаїчні твори Хадевейх, написані брабантським наріччям, являють собою звіти про видіння. Ці твори є найбільш ранньою середньовічною прозою, а її «Строфічні вірші» (Strophische gedichten) можна вважати найдавнішою містичною лірикою в Європі.
Нідерландський вчений Йозеф ван Мєрло (Jozef van Mierlo) зібрав, упорядкував, відкоментував і видав усі твори Хадевейх у період між 1912 і 1952 роками:
- Mengeldichten: Hadewijch; [uitgeg.] door J. van Mierlo Jr. - Brussel: Nml. Belg. Boekhandelmij., Leuven: Vlaamsche Drukkerij, 1912.
- Hadewijch. Visioenen. Deel 1: Tekst en commentaar, Deel 2: Inleiding, 1924-1925
- Hadewijch. Strophische gedichten, 2 delen, Antwerpen, Standaard-Boekhandel, 1942
- Hadewijch. Brieven, 2 delen, 1947
- Hadewijch. Mengeldichten, Antwerpen, Standaard-Boekhandel, 1952

У своїх творах Хадевейх роз'яснює ті внутрішні духовні процеси, яку супроводжують людину у її сходженні до Бога та застерігає від небезпек на цьому шляху.
Листи Хадевейх (Brieven, усього 31) — це звернення до конкретних людей, хоч вони і містять роздуми загального характеру. Завдяки конкретним деталям життєвих обставин самої Хадевейх та людей, яким було адресовано листи, перед нами постає чітка картина суспільного життя тих часів.
У чотирнадцяти «Видіннях» (Visioenen) Хадевейх змальовує себе як обраницю Бога для передачі його послання. Авторка описує свої видіння та Господнє одкровення.
«Строфічні вірші» мають дидактичний характер.
Хадевейх вдалося відобразити за допомогою формальної техніки світської куртуазної лірики всі нюанси та грані переживань самотності й відсутності Бога, причому саме самотність як така розглядається необхідною передумовою служіння Господу.